# Taebaek
Taebaek (en coreano: 태백시, romanización revisada: taebaegsi, léase: tibék, literalmente: pacífico y atrás) es una ciudad en la provincia de Gangwon al suroeste de la república de Corea del Sur. Está situada a unos 180 km en línea recta al este de Seúl, cerca de la costa del mar de Japón. Su superficie es de 303.57 km² y su población total, unas 51.300 personas (2008).

## Administración
La ciudad de Taebaek se divide en 8 distritos (dong).
- (hwangjidong)
- (hwang-yeondong)
- (samsudong)
- (sangjangdong)
- (gumunsodong)
- (jangseongdong)
- (cheol-amdong)
- (mungogsododong)

## Clima
| Parámetros climáticos promedio de Taebaek (1991−2020) | Parámetros climáticos promedio de Taebaek (1991−2020) | Parámetros climáticos promedio de Taebaek (1991−2020) | Parámetros climáticos promedio de Taebaek (1991−2020) | Parámetros climáticos promedio de Taebaek (1991−2020) | Parámetros climáticos promedio de Taebaek (1991−2020) | Parámetros climáticos promedio de Taebaek (1991−2020) | Parámetros climáticos promedio de Taebaek (1991−2020) | Parámetros climáticos promedio de Taebaek (1991−2020) | Parámetros climáticos promedio de Taebaek (1991−2020) | Parámetros climáticos promedio de Taebaek (1991−2020) | Parámetros climáticos promedio de Taebaek (1991−2020) | Parámetros climáticos promedio de Taebaek (1991−2020) | Parámetros climáticos promedio de Taebaek (1991−2020) |
| Mes                                                   | Ene.                                                  | Feb.                                                  | Mar.                                                  | Abr.                                                  | May.                                                  | Jun.                                                  | Jul.                                                  | Ago.                                                  | Sep.                                                  | Oct.                                                  | Nov.                                                  | Dic.                                                  | Anual                                                 |
| ----------------------------------------------------- | ----------------------------------------------------- | ----------------------------------------------------- | ----------------------------------------------------- | ----------------------------------------------------- | ----------------------------------------------------- | ----------------------------------------------------- | ----------------------------------------------------- | ----------------------------------------------------- | ----------------------------------------------------- | ----------------------------------------------------- | ----------------------------------------------------- | ----------------------------------------------------- | ----------------------------------------------------- |
| Temp. máx. abs. (°C)                                  | 12.2                                                  | 20.1                                                  | 21.6                                                  | 29.7                                                  | 32.6                                                  | 35.0                                                  | 35.7                                                  | 35.6                                                  | 31.8                                                  | 26.9                                                  | 22.6                                                  | 15.2                                                  | 35.7                                                  |
| Temp. máx. media (°C)                                 | 0.7                                                   | 3.1                                                   | 7.9                                                   | 15.1                                                  | 20.8                                                  | 24.0                                                  | 25.9                                                  | 26.0                                                  | 21.5                                                  | 16.8                                                  | 9.9                                                   | 3.0                                                   | 14.6                                                  |
| Temp. media (°C)                                      | −4.7                                                  | −2.5                                                  | 2.4                                                   | 8.9                                                   | 14.5                                                  | 18.1                                                  | 21.4                                                  | 21.3                                                  | 16.2                                                  | 10.5                                                  | 4.2                                                   | −2.3                                                  | 9                                                     |
| Temp. mín. media (°C)                                 | −9.6                                                  | −7.8                                                  | −2.9                                                  | 2.9                                                   | 8.4                                                   | 12.9                                                  | 17.7                                                  | 17.7                                                  | 11.7                                                  | 5.0                                                   | −0.9                                                  | −7.1                                                  | 4                                                     |
| Temp. mín. abs. (°C)                                  | -21.7                                                 | -20.3                                                 | -16.8                                                 | -8.2                                                  | -2.1                                                  | 0.5                                                   | 5.6                                                   | 8.3                                                   | 1.0                                                   | -7.1                                                  | -15.2                                                 | -18.5                                                 | -21.7                                                 |
| Precipitación total (mm)                              | 26.6                                                  | 28.8                                                  | 54.8                                                  | 85.8                                                  | 90.2                                                  | 140.4                                                 | 274.2                                                 | 278.7                                                 | 198.4                                                 | 65.5                                                  | 45.2                                                  | 19.4                                                  | 1308                                                  |
| Días de precipitaciones (≥ 0.1 mm)                    | 7.2                                                   | 6.5                                                   | 9.9                                                   | 9.5                                                   | 9.0                                                   | 11.2                                                  | 16.3                                                  | 16.0                                                  | 12.0                                                  | 7.2                                                   | 8.1                                                   | 6.2                                                   | 119.1                                                 |
| Horas de sol                                          | 174.9                                                 | 178.3                                                 | 202.7                                                 | 207.2                                                 | 232.9                                                 | 192.7                                                 | 143.8                                                 | 141.7                                                 | 147.4                                                 | 178.7                                                 | 159.6                                                 | 169.8                                                 | 2129.7                                                |
| Humedad relativa (%)                                  | 59.1                                                  | 58.4                                                  | 59.2                                                  | 55.4                                                  | 59.4                                                  | 71.2                                                  | 78.3                                                  | 79.9                                                  | 79.3                                                  | 70.5                                                  | 63.6                                                  | 58.4                                                  | 66.1                                                  |
| Fuente n.º 1: 기상청                                  |                                                       |                                                       |                                                       |                                                       |                                                       |                                                       |                                                       |                                                       |                                                       |                                                       |                                                       |                                                       |                                                       |
| Fuente n.º 2: 기상청                                  |                                                       |                                                       |                                                       |                                                       |                                                       |                                                       |                                                       |                                                       |                                                       |                                                       |                                                       |                                                       |                                                       |

## Demografía
Según los datos del censo coreano, esta es la población de Taebaek en los últimos años.
| 1997   | 2002   | 2007   | 2012   | 2017   |
| ------ | ------ | ------ | ------ | ------ |
| 60.483 | 55.233 | 51.697 | 49.756 | 46.142 |

## Ciudades hermanas
- Helong.
- Suzhou.
- Gao'an.
- Changchun.
- Sucre.